# Líneas Aéreas Privadas Argentinas

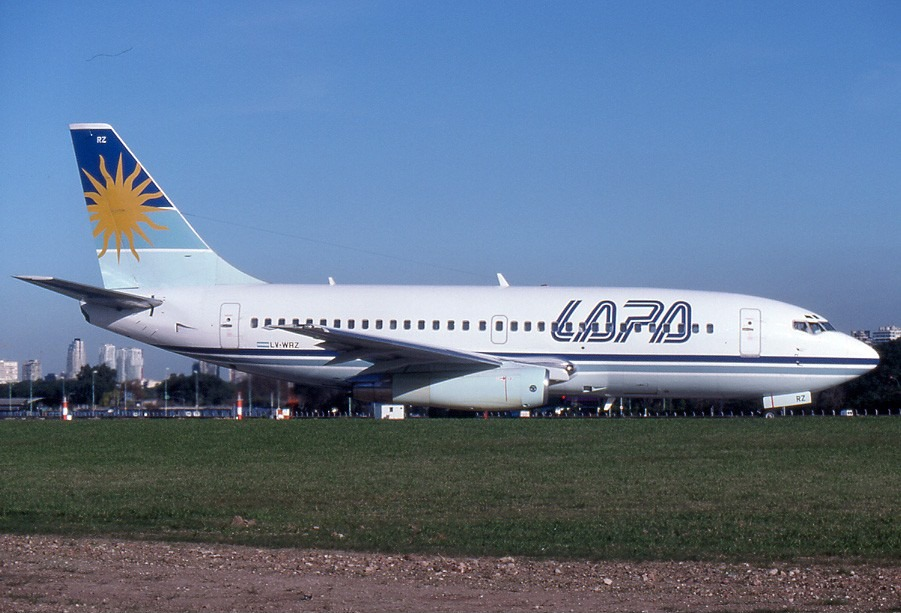
Avión de LAPA LV-WRZ, accidentado el 31 de agosto de 1999 en el Vuelo 3142 de LAPA.

Líneas Aéreas Privadas Argentinas, más conocida por su acrónimo LAPA, fue una aerolínea argentina. En su apogeo llegó a operar vuelos internacionales a Atlanta, en Estados Unidos, Uruguay, y una extensa red de vuelos de cabotaje en todo el país. Operaba vuelos regionales desde el Aeroparque Jorge Newbery, así como vuelos internacionales desde el Aeropuerto Internacional de Ezeiza Ministro Pistarini. Fue la primera aerolínea que rompió el monopolio instaurado por Aerolíneas Argentinas y su filial Austral Líneas Aéreas. El 31 de agosto de 1999, su vuelo 3142 con origen en Buenos Aires y destino a Córdoba, se estrelló y provocó la muerte de 65 personas, uno de los accidentes más graves en la historia de la aviación argentina. La línea aérea quebró y cesó sus operaciones el 20 de abril de 2003.

## Historia
La aerolínea fue fundada por el conde Claudio Zichy Thyssen en 1976, y realizó su primer vuelo a fines de 1977, inicialmente fue autorizada a efectuar vuelos dentro de la Provincia de Buenos Aires. En 1979 se le autoriza a volar desde Aeroparque hacia varios destinos de las provincias de Buenos Aires y Entre Ríos.[cita requerida]
En 1984, la empresa fue adquirida por Gustavo Andrés Deutsch.Renunció a LAPA en 1999. En su paso por esta aerolínea denunció el mal estado operacional de la misma y de sus aeronaves, las que sufrían graves falencias e irregularidades. Poco tiempo después de su renuncia, 31 de agosto de 1999, el vuelo 3142 de LAPA se estrella sin tomar vuelo en la cabecera 31 del Aeroparque Jorge Newbery. Murieron 65 personas y fue el 4° accidente más grave de la historia de la aviación argentina. los trabajadores de LAPA denunciaron precarización laboral, malas condiciones de trabajo, falta de controles y de mantenimiento de los aviones. Al momento del siniestro, el piloto tenía la licencia vencida y la empresa estaba en infracción desde 1989.
En mayo del 1993, con el mercado aéreo argentino desregulado, LAPA comienza como la primer aerolínea Low Costaincorpora su primer Boeing 737-200, para sus vuelos a Córdoba, Mendoza, Bariloche y Puerto Iguazú.[cita requerida]

En 1999 inicia sus vuelos directos a Atlanta, operando un Boeing 767-300ER.
La crisis económica de 2001, como para la mayoría de las compañías argentinas, fue dura para LAPA, forzándola a devolver el Boeing 767 y un 757 además de tener que suspender sus vuelos a Atlanta. Finalmente, fue adquirida por el Grupo Eurnekián bajo el nombre de ARG Línea Privada Argentina. La presentación de la nueva marca tuvo lugar en septiembre de ese año; pero hubo un problema con el código ARG, ya que ese era el código OACI de Aerolíneas Argentinas. Por tal motivo a mediados de 2002 cambió su nombre a AIRG.
El 29 de agosto de ese año, AeroSur y cuatro inversores argentinos adquirieron la aerolínea, devolviendo su nombre al original, LAPA.
La empresa había solicitado protección por bancarrota en mayo de 2001, quebrando finalmente el 20 de abril de 2003,Luego de casi diez años de investigaciones, varios directivos de la empresa LAPA  fueron acusados penalmente por la falta de mantenimiento de los aviones y llevados a juicio en 2005. La sentencia de primera instancia fue dictada cinco años después, el 2 de febrero de 2010, condenando a Valerio Francisco Diehl (gerente de Operaciones) y Gabriel María Borsani (jefe de Línea de Boeing 737-200) a tres años de prisión en suspenso, por considerarlos penalmente responsables del delito de estrago culposo agravado.
la Justicia había establecido que la tragedia era responsabilidad de la Fuerza Aérea por falta de controles y de la empresa LAPA , la cual quebró en 2003.
La sentencia en primera instancia fue cinco años después del hecho, en donde se condenó al gerente de Operaciones de LAPA y al jefe de Línea de Boeing 737-200 a tres años de cárcel. El resto de los acusados de la empresa LAPA fueron absueltos. Pero las demoras de los jueces excedieron los plazos legales y la Cámara Federal de Casación en 2014  con los votos de Mariano H. Borinsky y Juan C. Gemignan anularon rodas las condenas dictando prescripción de la acción penal por exceder el plazo. 
Para mediados de los 90 se había popularizado la frase LAPA Falta de mantenimiento" se refiere al accidente del vuelo 3142 de LAPA, ocurrido en 1999, y a las denuncias de falta de mantenimiento en los aviones de la empresa. El accidente, que causó la muerte de 65 personas, fue atribuido a un error humano, pero se investigaron irregularidades en el mantenimiento de los aviones.

## Accidentes e incidentes
El 31 de agosto de 1999, el vuelo 3142, un Boeing 737-204C matriculado LV-WRZ, con destino a Córdoba se estrelló en el Aeroparque Jorge Newbery mientras despegaba, matando a 65 personas. Este accidente incidió en la bancarrota de la empresa ya que disminuyó considerablemente su reputación a raíz de acusaciones de negligencia por parte de la empresa en cuanto a sus medidas de seguridad, con cierta connivencia de parte de la Fuerza Aérea Argentina que habría relajado los controles que debía hacer según normativas internacionales. Dicha supuesta connivencia fue reiteradamente sostenida por un expiloto de la empresa, Enrique Piñeyro, quien incluso realizó el documental Fuerza Aérea Sociedad Anónima al respecto; aun así, el jurado del caso sólo condenó a dos gerentes de operaciones de la empresa, es decir los más cercanos al piloto, cortando la cadena de responsabilidades que llegaban hasta los máximos ejecutivos de la empresa (presidente y vicepresidente).

## Destinos

### Destinos nacionales
| Destino                | País      | IATA | OACI | Aeropuerto                                                  |
| ---------------------- | --------- | ---- | ---- | ----------------------------------------------------------- |
| Bahía Blanca           | Argentina | BHI  | SAZB | Aeropuerto Comandante Espora                                |
| Bariloche              | Argentina | BRC  | SAZS | Aeropuerto Internacional Teniente Luis Candelaria           |
| Ciudad de Buenos Aires | Argentina | AEP  | SABE | Aeroparque Jorge Newbery                                    |
| Buenos Aires           | Argentina | EZE  | SAEZ | Aeropuerto Internacional de Ezeiza Ministro Pistarini       |
| Catamarca              | Argentina | CTC  | SANC | Aeropuerto Coronel Felipe Varela                            |
| Comodoro Rivadavia     | Argentina | CRD  | SAVC | Aeropuerto Internacional General Enrique Mosconi            |
| Concordia              | Argentina | COC  | SAAC | Aeropuerto Comodoro Pierrestegui                            |
| Corrientes             | Argentina | CNQ  | SARC | Aeropuerto Internacional Doctor Fernando Piragine Niveyro   |
| Córdoba                | Argentina | COR  | SACO | Aeropuerto Internacional Ingeniero Ambrosio Taravella       |
| El Calafate            | Argentina | FTE  | SAWC | Aeropuerto Internacional de El Calafate                     |
| Ciudad de Formosa      | Argentina | FMA  | SARF | Aeropuerto Internacional de Formosa                         |
| General Roca           | Argentina | GNR  | SAHR | Aeropuerto Dr. Arturo Humberto Illia                        |
| Gualeguaychú           | Argentina | GHU  | SAAG | Aeropuerto de Gualeguaychú                                  |
| Puerto Iguazú          | Argentina | IGR  | SARI | Aeropuerto Internacional de Puerto Iguazú                   |
| Jujuy                  | Argentina | JUJ  | SARJ | Aeropuerto Internacional Gobernador Horacio Guzmán          |
| La Plata               | Argentina | LPG  | SADL | Aeropuerto de La Plata                                      |
| La Rioja               | Argentina | IRJ  | SANL | Aeropuerto Capitán Vicente Almandos Amonacide               |
| Mar del Plata          | Argentina | MDQ  | SAZM | Aeropuerto Internacional Astor Piazzolla                    |
| Mendoza                | Argentina | MDZ  | SAME | Aeropuerto Internacional El Plumerillo                      |
| Necochea               | Argentina | NEC  | SAZO | Aeropuerto Edgardo Hugo Yelpo                               |
| Neuquén                | Argentina | NQN  | SAZN | Aeropuerto Internacional Presidente Perón                   |
| Olavarría              | Argentina | OVR  | SAZF | Aeropuerto de Olavarría                                     |
| Paraná                 | Argentina | PRA  | SAAP | Aeropuerto General Justo José de Urquiza                    |
| Pehuajó                | Argentina | PEH  | SAZP | Aeropuerto Comodoro P. Zanni                                |
| Posadas                | Argentina | PSS  | SARP | Aeropuerto Libertador General José de San Martín            |
| Resistencia            | Argentina | RES  | SARE | Aeropuerto Internacional de Resistencia                     |
| Rosario                | Argentina | ROS  | SAAR | Aeropuerto Internacional Rosario Islas Malvinas             |
| Río Gallegos           | Argentina | RGL  | SAWG | Aeropuerto Internacional Piloto Civil Norberto Fernández    |
| Río Grande             | Argentina | RGA  | SAWE | Aeropuerto Internacional Gobernador Ramón Trejo Noel        |
| Salta                  | Argentina | SLA  | SASA | Aeropuerto Internacional Martín Miguel de Güemes            |
| San Juan               | Argentina | UAQ  | SANU | Aeropuerto Domingo Faustino Sarmiento                       |
| San Luis               | Argentina | LUQ  | SAOU | Aeropuerto Brigadier Mayor César Raúl Ojeda                 |
| Trelew                 | Argentina | REL  | SAVT | Aeropuerto Almirante Marcos A. Zar                          |
| Tres Arroyos           | Argentina | OYO  | SAZH | Aeropuerto Municipal Primer Teniente Héctor Ricardo Volponi |
| Tucumán                | Argentina | TUC  | SANT | Aeropuerto Internacional Teniente Benjamín Matienzo         |
| Ushuaia                | Argentina | USH  | SAWH | Aeropuerto Internacional de Ushuaia Malvinas Argentinas     |
| Villa Gesell           | Argentina | VLG  | SAZV | Aeropuerto de Villa Gesell                                  |
| Villa Mercedes         | Argentina | VME  | SAOR | Aeropuerto de Villa Reynolds                                |

### Destinos internacionales

#### Norteamérica y El Caribe
| Destino    | País                 | IATA | OACI | Aeropuerto                                  |
| ---------- | -------------------- | ---- | ---- | ------------------------------------------- |
| Atlanta    | Estados Unidos       | ATL  | KATL | Aeropuerto Internacional Hartsfield-Jackson |
| Punta Cana | República Dominicana | PUJ  | MDPC | Aeropuerto Internacional de Punta Cana      |

#### Sudamérica
| Destino                 | País    | IATA | OACI | Aeropuerto                                     |
| ----------------------- | ------- | ---- | ---- | ---------------------------------------------- |
| São Paulo               | Brasil  | GRU  | SBGR | Aeropuerto Internacional de Guarulhos          |
| Florianópolis           | Brasil  | FLN  | SBFL | Aeropuerto Internacional Hercílio Luz          |
| Montevideo              | Uruguay | MVD  | SUMU | Aeropuerto Internacional de Carrasco           |
| Punta del Este          | Uruguay | PDP  | SULS | Aeropuerto Internacional de Laguna del Sauce   |
| Colonia                 | Uruguay | CYR  | SUCA | Aeropuerto Internacional Laguna de los Patos   |
| Santiago de Chile       | Chile   | SCL  | SCEL | Aeropuerto Internacional Arturo Merino Benítez |
| Puerto Montt            | Chile   | PMC  | SCTE | Aeropuerto El Tepual                           |
| Santa Cruz de la Sierra | Bolivia | VVI  | SLVR | Aeropuerto Internacional Viru Viru             |

## Flota
La flota de LAPA incluía las siguientes aeronaves: